# Messiniense
| Era Eratema | Período Sistema | Época Serie | Subépoca Subserie   | Edad Piso                   | Inicio, en millones de años |
| ----------- | --------------- | ----------- | ------------------- | --------------------------- | --------------------------- |
| Cenozoico   | Cuaternario     | Cuaternario | Cuaternario         | Cuaternario                 | 2,58                        |
| Cenozoico   | Neógeno         | Plioceno    | Tardío / Superior   | Piacenziense Piacenziano    | 3,60                        |
| Cenozoico   | Neógeno         | Plioceno    | Temprano / Inferior | Zancliense Zancliano        | 5,33                        |
| Cenozoico   | Neógeno         | Mioceno     | Tardío / Superior   | Messiniense Mesiniano       | 7,25                        |
| Cenozoico   | Neógeno         | Mioceno     | Tardío / Superior   | Tortoniense Tortoniano      | 11,62                       |
| Cenozoico   | Neógeno         | Mioceno     | Medio               | Serravalliense Serravaliano | 13,82                       |
| Cenozoico   | Neógeno         | Mioceno     | Medio               | Langhiense Langhiano        | 15,98                       |
| Cenozoico   | Neógeno         | Mioceno     | Temprano / Inferior | Burdigaliense Burdigaliano  | 20,45                       |
| Cenozoico   | Neógeno         | Mioceno     | Temprano / Inferior | Aquitaniense Aquitaniano    | 23,04                       |
| Cenozoico   | Paleógeno       | Paleógeno   | Paleógeno           | Paleógeno                   | 66,00                       |

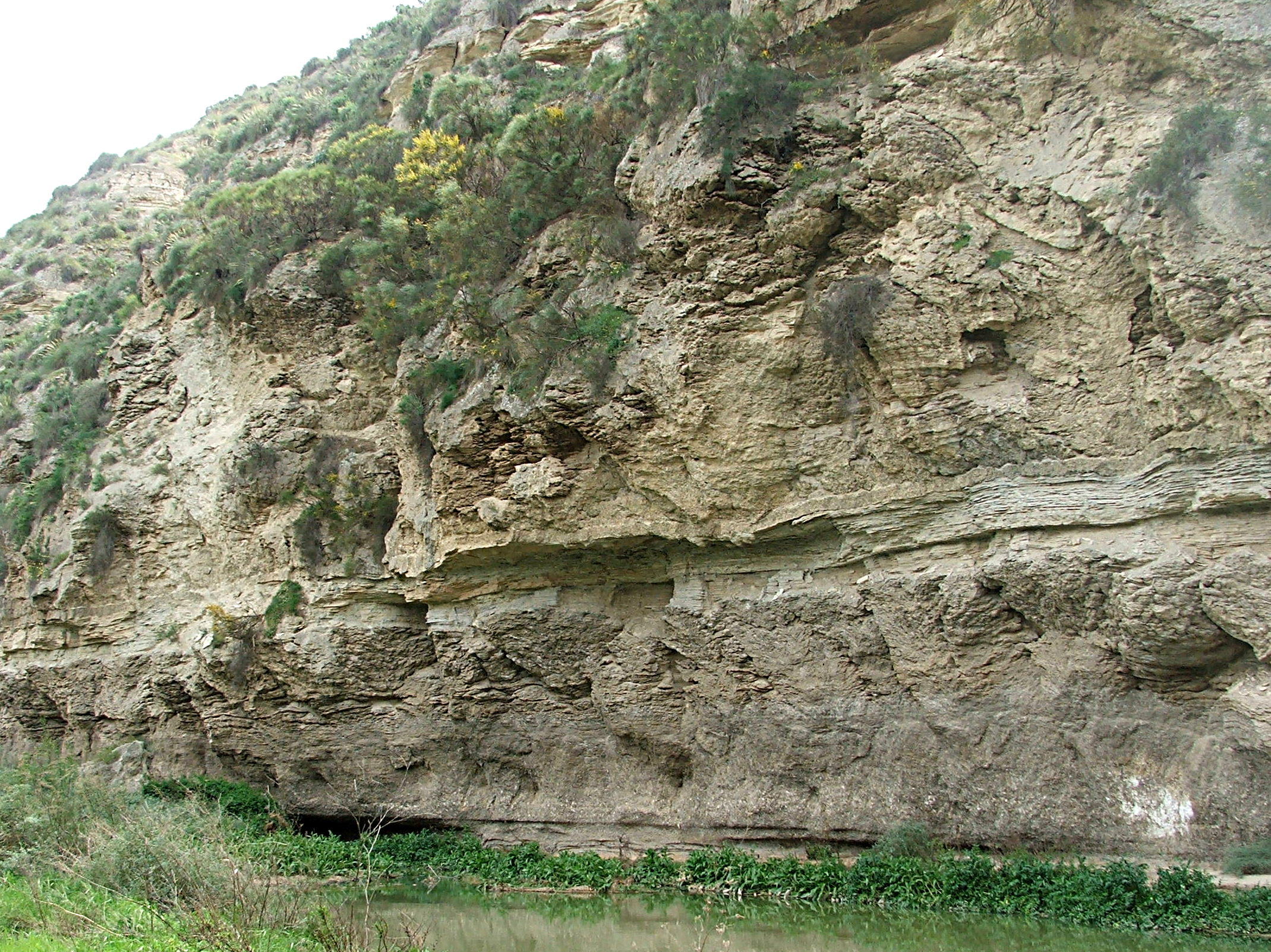
Depósitos de yeso messinienses en el karst en yesos de Sorbas (Almería, España)

El Messiniense o Mesiniano es el sexto y último piso y edad del Mioceno en la escala temporal geológica. Sucede al Tortoniense y precede al Zancliense (primer piso del Plioceno). Se inició hace unos 7,25 millones de años y terminó hace unos 5,33 millones de años. Junto al Tortoniense forma la subserie Mioceno Superior (subépoca Mioceno Tardío). El piso se encuentra en la literatura científica escrito también como Mesiniense.
Esta edad geológica fue identificada y definida por primera vez por el estratígrafo suizo Karl Mayer-Eymar y su nombre se debe  a los depósitos de evaporitas de Mesina, Sicilia, formados durante el aislamiento y la posible desecación del Mediterráneo en ese periodo. Este proceso (crisis salina del Messiniense) se debió al cierre de la conexión entre el océano Atlántico y el mar Mediterráneo a través del Arco de Gibraltar por motivos que aún no han sido bien esclarecidos por la comunidad geológica. 

## Sección estratotipo y punto de límite global (GSSP)
La sección estratotipo y punto de límite global (GSSP) para la base del Messiniense se encuentra en el uadi Akrech, cerca Rabat (Marruecos). Se caracteriza por la aparición regular del foraminífero planctónico Globorotalia miotumida y la primera aparición del nanofósil calcáreo Amaurolithus delicatus. El piso y el estratotipo de la base fueron aceptados por la Comisión Internacional de Estratigrafía en julio de 1999 y ratificados por la Unión Internacional de Ciencias Geológicas en enero de 2000.
En 1964 se propuso para este piso el nombre de Andaluciense, con un estratotipo en Carmona (España), con sedimentación marina continua y fosilífera que refleja los límites con el Tortoniense y el Plioceno, pero no prosperó.
El techo del Messiniense se corresponde con el GSSP del Zancliense, caracterizado por la cronozona magnética Cr3 y es cercano al nivel de la extinción del nanoplancton calcáreo Triquetrorhabdulus rugosus (base de la biozona CN10b) y la primera aparición del nanoplancton Ceratolithus acutus.

## Crisis salina del Messiniense

Reconstrucción paleogeográfica del sur de la península ibérica durante el Mioceno previo a la formación del estrecho de Gibraltar. La línea roja indica la costa actual. S = Cuenca de Sorbas, Almería, B = Corredor bético, R = Corredor del Rift. G = Estrecho de Gibraltar, M = Mar Mediterráneo.

La crisis salina del Messiniense consistió en la precipitación de enormes cantidades de sal en el fondo del Mediterráneo y su desecación como consecuencia de la desconexión con el océano Atlántico. El déficit hídrico de la cuenca mediterránea (la evaporación en su superficie supera la precipitación recogida) causó una rápida caída del nivel del agua al no contar con el aporte que actualmente viene del Atlántico. La evaporación de la mayor parte del volumen de agua llevó consigo una masiva precipitación de sales que se observa en perfiles sísmicos del fondo oceánico y en muchos afloramientos geológicos de la costa. Las causas que produjeron esta clausura de la conexión entre Atlántico y Mediterráneo en la región del estrecho de Gibraltar son objeto de un ya largo debate entre expertos en Ciencias de la Tierra.
Posibles causas del aislamiento del Mediterráneo propuestas:
- Un levantamiento tectónico de la zona del antiguo estrecho.
- Un descenso global del nivel del mar que dejase emergida una barrera topográfica que separase el Atlántico y el Mediterráneo.

Posibles causas no excluyentes del restablecimiento de la conexión son:
- Un hundimiento tectónico (subsidencia) del estrecho.
- La captura fluvial del océano Atlántico por erosión remontante efectuada por ríos del actual mar de Alborán.
- Un ascenso global del nivel del mar que desbordase la barrera topográfica que separaba el Atlántico y el Mediterráneo.

Al final del Mesiniense, numerosos inmigrantes testimonian que un activo intercambio faunístico tuvo lugar en el área entre Asia, África y Europa durante la regresión de la cuenca mediterránea.